# Sipali Chilaune
Sipali Chilaune (nep. सिपाली चिलाउने) – gaun wikas samiti w środkowej części Nepalu w strefie Bagmati w dystrykcie Kavrepalanchok. Według nepalskiego spisu powszechnego z 2001 roku liczył on 504 gospodarstw domowych i 3058 mieszkańców (1536 kobiet i 1522 mężczyzn).